# 제이주 가르시아
제이주 가르시아(Jsu Garcia, 영어 발음: /dʒeɪˈzuː/, 1963년 10월 6일 ~ )는 미국의 영화 제작자, 배우이다.
뉴욕에서 태어났다.

## 출연 작품
- Miracle Underground (2016)
- 미스티칼 트레블러 (2013년)
- 더 웨이샤워 (2011년) - 지저스 역
- 아틀라스 슈러그드: 파트 1 (2011년)
- 언다큐멘티드 (2010년)
- 원스 폴른 (2010년)
- 후 아 유 (2009년) - 핀 역
- 체 게바라: 1부 아르헨티나 (2008년) - 호르헤 역
- 더 고겟터 (2007년)
- 로스트 시티 (2005년)
- 폴리와 함께 (2004년)
- 백 바이 미드나잇 (2002년)
- 위 워 솔저스 (2002년) - 토니 네이돌 대위 역
- 콜래트럴 데미지 (2002년)
- 나는 네가 지난 여름에 한 일을 알고 있다: 라스트 머더 (2000년)
- 트래픽 (2000년)
- 마이 리틀 하바나 (1998년) - 지저스 마타모로 역
- 프레데터 2 (1990년)
- 꾸러기팀 (1986년)
- 나이트메어 (1984년) - 로드 레인 역

### 텔레비전
- 마이애미의 두 형사 (1986-88)
- JAG (1998)
- 네트 (1998-99)
- 크로싱 조던 (2004)
- 위드아웃 어 트레이스 (2007)
- CSI: 뉴욕 (2011)